# Vellocet
Vellocet war eine Berliner Metal-Band, die im Jahr 1985 gegründet wurde und sich etwa 1988 auflöste.

## Geschichte
Die Band wurde im April 1985 vom Schlagzeuger Jürgen „Sgt. Highland“ Heiland gegründet. Nachdem einige weitere Mitglieder zur Band gekommen waren, wurde das Label Vinyl Boogie auf die Band aufmerksam, woraufhin über das Label Pogar die Single Here Is the Warning erschien. Daraufhin folgten diverse Auftritte in Deutschland, den Niederlanden und Österreich. Die Gruppe bestand hierbei neben Heiland aus dem Gitarristen Michael „Michi“ Weindl, dem Bassisten Thomas „Heschel“ Rickert und dem Sänger Jens „Yenn“. Im Jahr 1986 nahm die Band ihr Debütalbum Captive of Reality auf, das 1987 über Snake Records erschien. Im August 1988 wurde das zweite Album Welcome to Dimension Four in den Berliner Vielklang Studios aufgenommen und im Oktober und November in den Berliner Musiclab Studios abgemischt und gemastert. Das Album erschien noch im selben Jahr über Destiny Records, wobei Christian „Archi C Alert“ Pfister als zweiter Gitarrist auf dem Tonträger vertreten war. Die Band löste sich danach auf.

## Stil
Laut Oliver Klemm vom Metal Hammer spielte die Band auf Captive of Reality eine Mischung aus Thrash Metal und Punk, jedoch „nicht so derb wie Accused oder Septic Death, und nicht so gut wie Crumbsuckers oder Gang Green“. thethrashmetalguide.com ordnete das Album ähnlich ein, während die Band auf dem zweiten Album melodischen Heavy Metal und Power Metal spiele.

## Diskografie
- 1985: Here Is the Warning (Single, Pogar)
- 1987: Captive of Reality (Album, Snake Records)
- 1988: Welcome to Dimension Four (Album, Destiny Records)